# 5928 Pindarus
Az 5928 Pindarus (ideiglenes jelöléssel 1973 SK1) egy kisbolygó a Naprendszerben. Cornelis Johannes van Houten,  Ingrid van Houten-Groeneveld,  Tom Gehrels fedezte fel 1973. szeptember 19-én.